# Smrdljivi brin
Smrdljivi brin, (znanstveno ime Juniperus sabina) je vednozeleni grm, ki je razširjen po osrednji in vzhodni Evropi ter zahodni in osrednji Aziji od Španije do vzhodne Sibirije, običajno na nadmorskih višinah med 1.000 in 3.300 metri.

## Opis
Smrdljivi brin lahko zraste do 4 metre visoko, čeprav običajno ne preseže višine dveh metrov. Njegova rast je nizka in polegla. Veje so obrnjene navzgor, na njih pa sta dve vrsti listov; mladi igličasti listi dolgi med 5 in 10 mm ter starejši luskati listi, ki dosežejo v dolžino med 1 in 2 mm. So bleščeče zelene barve in so na veje nameščeni navzkrižno. Imajo žlezo, ki izloča eterično olje neprijetnega vonja, po čemer je dobil slovensko ime. Storžki imajo obliko jagod premera od 5 do 10 mm sestavljeni pa so iz 4 do 6 plodnih lusk in običajno vsebujejo od enega do tri, redkeje do pet drobnih semen. Sprva so zelene barve, dozorijo pa jeseni prvo leto ali spomladi prihodnje leto. Zreli storžki so modro-črne barve z belim voskastom poprhom.
Obstajata dve varieteti, ki pa ju nekateri botaniki uvrščajo v dve različni vrsti:
- Juniperus sabina var. sabina. Mladi listki so pri odraslih rastlinah redki.
- Juniperus sabina var. davurica (Pallas) Farjon (syn. J. davurica Pallas). Mladi listki pri odraslih rastlinah so pogosti.

Vsi deli smrdljivega brina so strupeni, prav tako je strupeno tudi njegovo eterično olje.